# Phryxe ruralis
Phryxe ruralis är en tvåvingeart som beskrevs av Jean-Baptiste Robineau-Desvoidy 1863. Phryxe ruralis ingår i släktet Phryxe och familjen parasitflugor.
Artens utbredningsområde är Frankrike. Inga underarter finns listade i Catalogue of Life.